# 穹隅

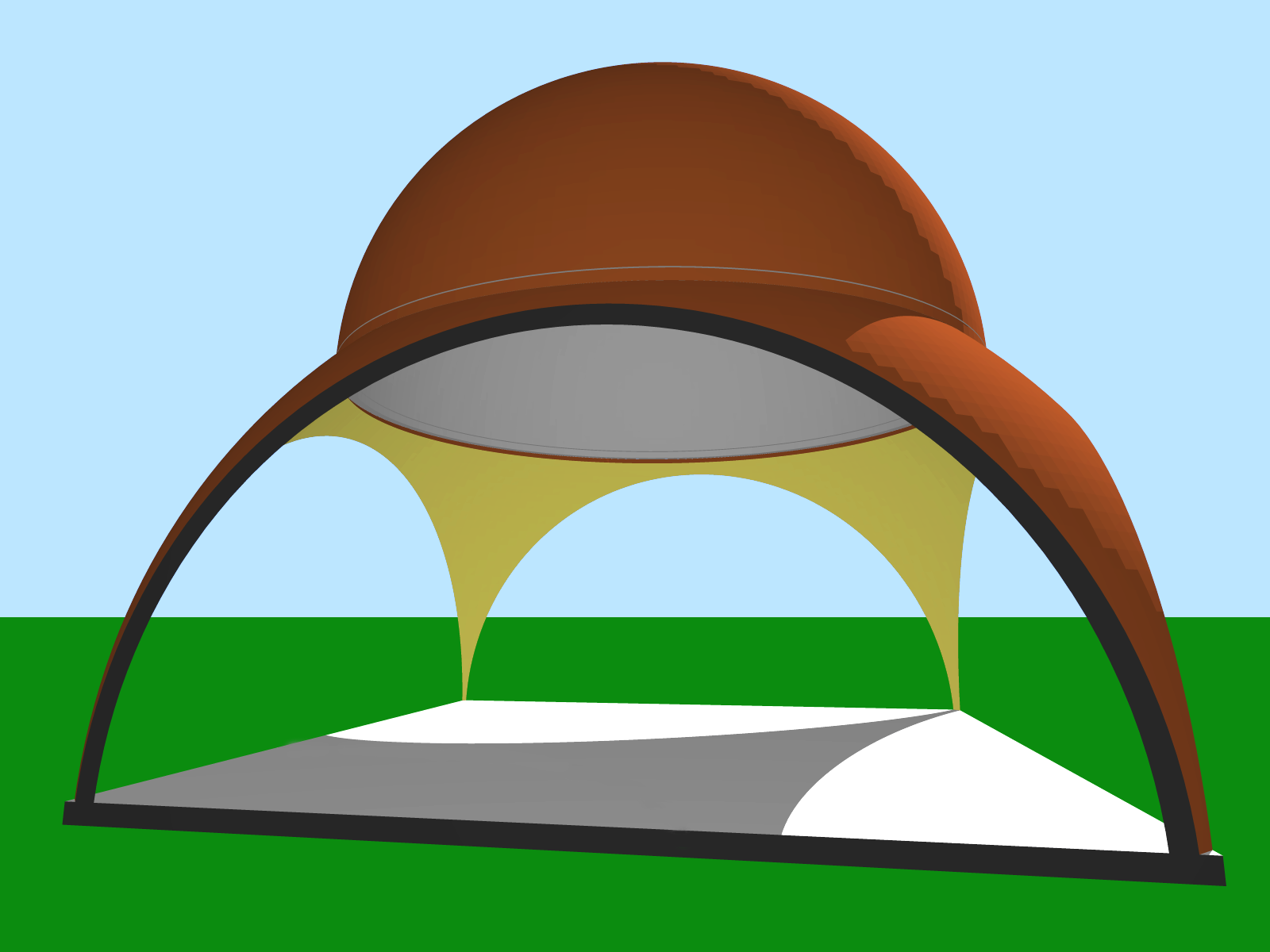
穹隅（内側が黄色に塗られた部分）

穹隅（きゅうぐう）またはペンデンティブ（pendentive）は、球形のドームを正方形の部屋の上に置いたり、楕円形ドームを長方形の部屋の上に置いたりするための建築構造。穹隅は球面の三角形状の部分で、下のほうが1点に先細りになっていて、上に行くにしたがって広がり、球形または楕円形のドームの底辺を支える基礎を提供する。したがって石造りの建築ではドームの重量が穹隅にかかり、それが下の部屋の4つの角に集中し、そこに支柱を置いて支えることになる。
穹隅が開発される以前は、持ち送り構造や入隅迫持構造を部屋の四隅に使っていた。穹隅を最初に使ったのはローマ建築で、ビザンティン建築のアヤソフィア（6世紀、コンスタンティノポリス）でその構造が完成した。
穹隅はビザンティン、ルネサンス、バロックといった教会建築でよく使われ、穹隅とドームの間に窓付きの穹窿胴 (tholobate) を挿入することが多かった。

## ギャラリー

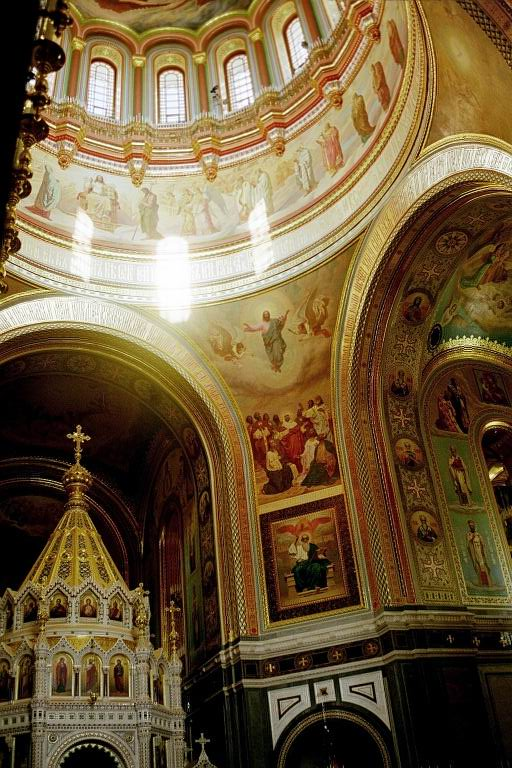
救世主ハリストス大聖堂のアーチとドームと穹隅
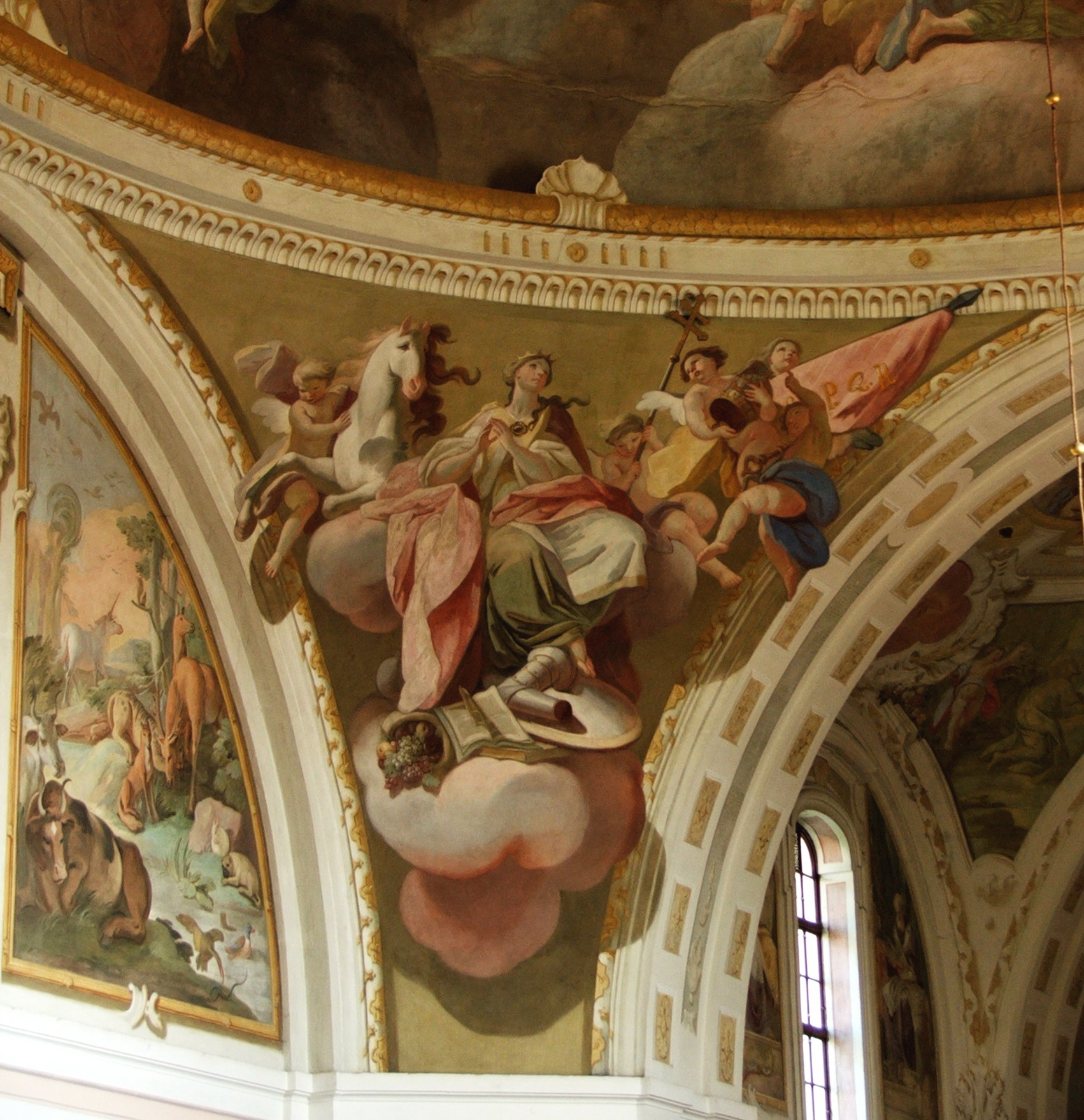
Holy Trinity Church （チェコ）
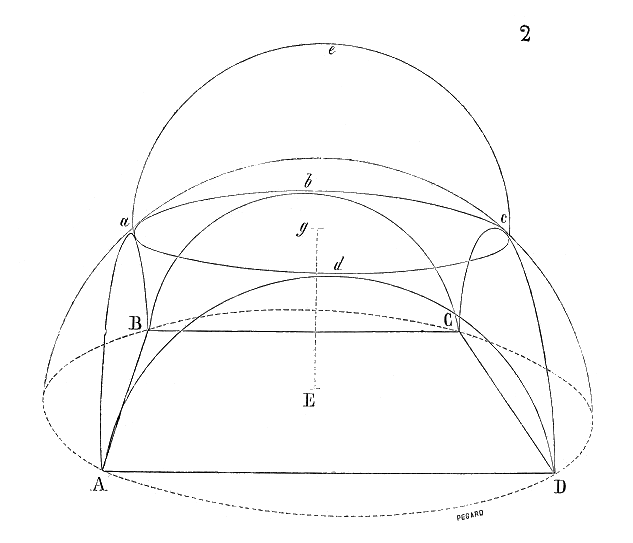
穹隅の構造
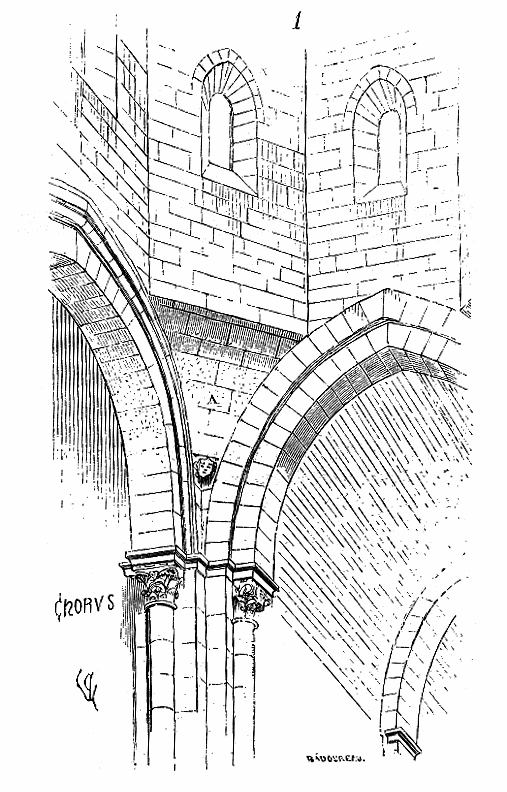
"A" とある部分が穹隅